# 메뉴 (컴퓨팅)

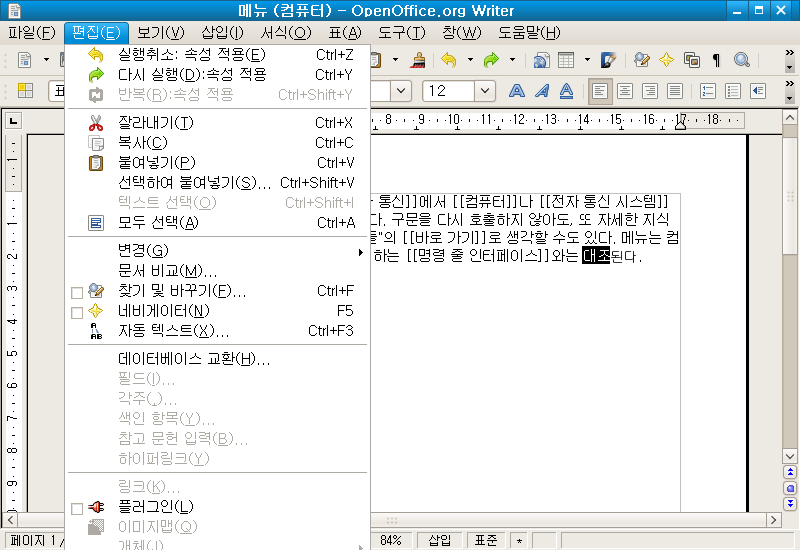
오픈 오피스 편집기 메뉴

메뉴(menu)는 컴퓨팅과 전자 통신에서 컴퓨터나 전자 통신 시스템의 연산자에 나타나는 명령들의 목록이다. 구문을 다시 호출하지 않아도, 또 자세한 지식이 없어도 되는 "자주 사용하는 명령어들"의 바로 가기로 생각할 수도 있다. 메뉴는 컴퓨터에 명령어를 일일이 제공해 주어야 하는 명령 줄 인터페이스와는 대조된다.

## 서브메뉴

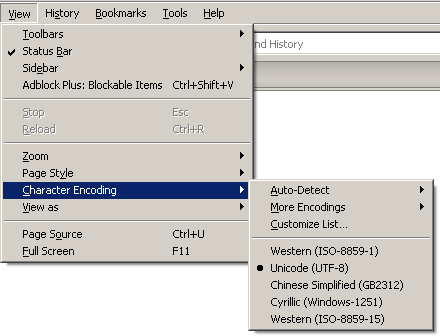
메뉴와 확장된 서브메뉴.

메뉴는 종종 계층적으로 구성되는데, 여러 수준의 메뉴 구조를 통해 탐색을 가능케 한다. 이를 서브메뉴(sub-menu)로 부른다.

## 같이 보기
- 콘텍스트 메뉴(상황에 맞는 메뉴), 파이 메뉴
- 윔프
- 메뉴 모음
- GUI 위젯